# Campeonato sub-19 de la AFF 2024
El Campeonato Sub-19 de la ASEAN para hombres de 2024 será la 19.ª edición. Organizado por la Federación de Fútbol de la ASEAN. Indonesia lo organizará durante julio de 2024. Esta es también la primera edición en la que el torneo pasó a llamarse Campeonato de la ASEAN.
Los jugadores nacidos a partir del 1 de enero de 2005 pueden participar en este torneo.

## Participantes
No hubo clasificación y todos los participantes avanzaron al torneo final. Los siguientes 12 equipos de las asociaciones miembro de la Federación de Fútbol de la ASEAN participaron en el torneo.
| Equipos participantes | Equipos participantes | Equipos participantes | Equipos participantes |
| --------------------- | --------------------- | --------------------- | --------------------- |
| Birmania              | Tailandia             | Vietnam               | Indonesia             |
| Filipinas             | Brunéi                | Timor Oriental        | Singapur              |
| Malasia               | Camboya               | Laos                  | Australia             |

## Sorteo
El sorteo oficial del torneo se llevó a cabo el 30 de mayo de 2024 en Yakarta, Indonesia, a las 16:00 ( GMT+07:00 ). La distribución de los botes se realizó según el progreso de cada equipo en función de la edición anterior.

## Fase de clasificación
Todos los horarios indicados son (UTC+7).

### Grupo A
| Equipo         | Pts | PJ | PG | PE | PP | GF | GC | Dif | Detalle             |
| -------------- | --- | -- | -- | -- | -- | -- | -- | --- | ------------------- |
| Indonesia      | 9   | 3  | 3  | 0  | 0  | 14 | 2  | 12  | A Fase eliminatoria |
| Camboya        | 3   | 3  | 1  | 0  | 2  | 3  | 5  | -2  |                     |
| Timor Oriental | 3   | 3  | 1  | 0  | 2  | 5  | 10 | -5  |                     |
| Filipinas      | 3   | 3  | 1  | 0  | 2  | 2  | 7  | -5  |                     |

| 17 de julio de 2024 | Timor Oriental                          | 3:2 | Camboya                    | Gelora Bung Tomo Stadium, Surabaya, Indonesia |                          |
| 15:00               | - Canavaro 33' - Bahkito 36' - Figo 38' |     | - Borith 54' - Kimsong 60' | Árbitro(s): Jin Jingyuan                      | Árbitro(s): Jin Jingyuan |

| 17 de julio de 2024 | Indonesia                                                      | 6:0 | Filipinas | Gelora Bung Tomo Stadium, Surabaya, Indonesia |                                      |
| 19:30               | - Arlyansyah 12', 50' - Iqbal 21', 43' - Kadek 29' - Raven 87' |     |           | Árbitro(s): Faisal Sulaiman Albalawi          | Árbitro(s): Faisal Sulaiman Albalawi |

| 20 de julio de 2024 | Filipinas         | 2:0 | Timor Oriental | Gelora Bung Tomo Stadium, Surabaya, Indonesia |                           |
| 15:00               | - Bisong 11', 60' |     |                | Árbitro(s): Choi Hyun-jai                     | Árbitro(s): Choi Hyun-jai |

| 20 de julio de 2024 | Camboya | 0:2 | Indonesia               | Gelora Bung Tomo Stadium, Surabaya, Indonesia |                                    |
| 19:30               |         |     | - Kadek 71' - Iqbal 86' | Árbitro(s): Al Bayushi Yahya Ahmed            | Árbitro(s): Al Bayushi Yahya Ahmed |

| 23 de julio de 2024 | Indonesia                                                                       | 6:2 | Timor Oriental                    | Gelora Bung Tomo Stadium, Surabaya, Indonesia |                           |
| 19:30               | - Raven 18', 26' - Quintao 45+1' (a.g.) - Kadek 51' - Arkhan 53' - Kafiatur 57' |     | - Bianco 23' (pen.) - Bahkito 86' | Árbitro(s): Choi Hyun-jai                     | Árbitro(s): Choi Hyun-jai |

| 23 de julio de 2024 | Camboya         | 1:0 | Filipinas | Gelora 10 November Stadium, Surabaya, Indonesia |                          |
| 19:30               | - Sovannara 11' |     |           | Árbitro(s): Jin Jingyuan                        | Árbitro(s): Jin Jingyuan |

### Grupo B
| Equipo    | Pts | PJ | PG | PE | PP | GF | GC | Dif | Detalle             |
| --------- | --- | -- | -- | -- | -- | -- | -- | --- | ------------------- |
| Australia | 9   | 3  | 3  | 0  | 0  | 13 | 2  | +11 | A Fase eliminatoria |
| Vietnam   | 4   | 3  | 1  | 1  | 1  | 7  | 8  | -1  |                     |
| Birmania  | 2   | 0  | 2  | 1  | 2  | 3  | -1 | -5  |                     |
| Laos      | 1   | 0  | 1  | 2  | 2  | 11 | -9 | -5  |                     |

| 18 de julio de 2024 | Laos | 0:6 | Australia                                                      | Gelora 10 November Stadium, Surabaya, Indonesia |                                  |
| 15:00               |      |     | - Sulemani 16', 25' - Younis 45+4', 73' - Najdovski 89', 90+4' | Árbitro(s): Songkran Bunmeekiart                | Árbitro(s): Songkran Bunmeekiart |

| 18 de julio de 2024 | Vietnam                | 1:1 | Birmania             | Gelora 10 November Stadium, Surabaya, Indonesia |                               |
| 19:30               | - Hoàng Quang Dũng 69' |     | - Phyo Pyae Sone 60' | Árbitro(s): Razlan Joffri Ali                   | Árbitro(s): Razlan Joffri Ali |

| 21 de julio de 2024 | Australia                                                             | 6:2 | Vietnam                                             | Gelora 10 November Stadium, Surabaya, Indonesia |                            |
| 15:00               | - Najdovski 19', 40', 66' - Sulemani 49' - Helweh 74' - Vickery 90+7' |     | - Hoàng Quang Dũng 57' - Nguyễn Bảo Long 86' (pen.) | Árbitro(s): Wiwat Jumpaoon                      | Árbitro(s): Wiwat Jumpaoon |

| 21 de julio de 2024 | Birmania               | 1:1 | Laos              | Gelora 10 November Stadium, Surabaya, Indonesia |                                  |
| 19:30               | - Shine Wanna Aung 17' |     | - Phanthavong 82' | Árbitro(s): Abd Hakim Mohd Haidi                | Árbitro(s): Abd Hakim Mohd Haidi |

| 24 de julio de 2024 | Laos              | 1:4 | Vietnam                                                                                   | Gelora Bung Tomo Stadium, Surabaya, Indonesia |                                  |
| 15:00               | - Phanthavong 27' |     | - Nguyễn Hoàng Anh 3' - Hoàng Quang Dũng 22' - Nguyễn Công Phương 77' - Phùng Văn Nam 83' | Árbitro(s): Abd Hakim Mohd Haidi              | Árbitro(s): Abd Hakim Mohd Haidi |

| 24 de julio de 2024 | Birmania | 0:1 | Australia    | Gelora 10 November Stadium, Surabaya, Indonesia |                                  |
| 15:00               |          |     | - Memeti 34' | Árbitro(s): Songkran Bunmeekiart                | Árbitro(s): Songkran Bunmeekiart |

### Grupo C
| Equipo    | Pts | PJ | PG | PE | PP | GF | GC | Dif | Detalle                           |
| --------- | --- | -- | -- | -- | -- | -- | -- | --- | --------------------------------- |
| Malasia   | 7   | 3  | 2  | 1  | 0  | 17 | 1  | +16 | A Fase eliminatoria               |
| Tailandia | 7   | 3  | 2  | 1  | 0  | 9  | 2  | +7  | Mejor segundo a fase eliminatoria |
| Singapur  | 3   | 3  | 1  | 0  | 2  | 3  | 7  | -4  |                                   |
| Brunéi    | 3   | 3  | 0  | 0  | 3  | 0  | 19 | -19 |                                   |

| 19 de julio de 2024 | Malasia | 11:0 | Brunéi | Gelora 10 November Stadium, Surabaya, Indonesia |                               |
| 15:00               | - G. Pavithran 2', 43' - Abid 14', 16', 81' - Danish 25' - Haykal 42' - Izzat 53' (pen.) - Amir 67' - Zamirul 75' - Shafizan 83' |      |        | Árbitro(s): Clifford Daypuyat                   | Árbitro(s): Clifford Daypuyat |

| 19 de julio de 2024 | Tailandia                       | 2:1 | Singapur   | Gelora 10 November Stadium, Surabaya, Indonesia |                             |
| 19:30               | - Phongsakorn 80' - Pikanet 86' |     | - Garv 26' | Árbitro(s): Thoriq Alkatiri                     | Árbitro(s): Thoriq Alkatiri |

| 22 de julio de 2024 | Brunéi | 0:6 | Tailandia                                                                            | Gelora 10 November Stadium, Surabaya, Indonesia |                                |
| 15:00               |        |     | - Pakawat 8' - Paripan 27' - Ryan 45' - Pikanet 45+4' - Pitipong 79' - Rattapoom 90' | Árbitro(s): Ryan Nanda Saputra                  | Árbitro(s): Ryan Nanda Saputra |

| 22 de julio de 2024 | Singapur | 0:5 | Malasia                                                              | Gelora 10 November Stadium, Surabaya, Indonesia |                         |
| 19:30               |          |     | - Ridzwan 7' - Naim 12' - G. Pavithran 45+2' - Faris 73' - Izzat 82' | Árbitro(s): Ngô Duy Lân                         | Árbitro(s): Ngô Duy Lân |

| 25 de julio de 2024 | Malasia                | 1:1 | Tailandia | Gelora Bung Tomo Stadium, Surabaya, Indonesia |                               |
| 15:00               | - Pavithran 48' (pen.) |     | - Ryan 4' | Árbitro(s): Clifford Daypuyat                 | Árbitro(s): Clifford Daypuyat |

| 25 de julio de 2024 | Singapur                | 2:0 | Brunéi | Gelora 10 November Stadium, Surabaya, Indonesia |                                |
| 15:00               | - Sahoo 19', 40' (pen.) |     |        | Árbitro(s): Ryan Nanda Saputra                  | Árbitro(s): Ryan Nanda Saputra |

### Mejor segundo
| Grupo | Equipo    | Pts | PJ | PG | PE | PP | GF | GC | Dif | Detalle             |
| ----- | --------- | --- | -- | -- | -- | -- | -- | -- | --- | ------------------- |
| C     | Tailandia | 7   | 3  | 2  | 1  | 0  | 9  | 2  | +7  | A Fase eliminatoria |
| B     | Vietnam   | 4   | 3  | 1  | 1  | 1  | 7  | 8  | -1  |                     |
| A     | Camboya   | 3   | 3  | 1  | 0  | 2  | 3  | 5  | -2  |                     |

## Cuadro de desarrollo
En la fase final se utiliza la tanda de penaltis para decidir el ganador, si es necesario.
|  | Semifinales         | Semifinales         |   |                     | Final               | Final |  |
|  |                     |                     |   |                     |                     |       |  |
|  |                     |                     |   |                     |                     |       |  |
|  | 27 de julio de 2024 |                     |   |                     |                     |       |  |
|  | Australia           | 0                   |   |                     |                     |       |  |
|  | Tailandia           | 1                   |   |                     |                     |       |  |
|  |                     |                     |   |                     |                     |       |  |
|  |                     |                     |   |                     | 29 de julio de 2024 |       |  |
|  |                     |                     |   |                     | Tailandia           | 0     |  |
|  |                     | Indonesia           | 1 |                     |                     |       |  |
|  |                     |                     |   |                     |                     |       |  |
|  |                     |                     |   |                     |                     |       |  |
|  |                     |                     |   |                     | Tercer lugar        |       |  |
|  | 27 de julio de 2024 | 27 de julio de 2024 |   | 29 de julio de 2024 | 29 de julio de 2024 |       |  |
|  | Indonesia           | 1                   |   | Australia           | 1 (5) pen.          |       |  |
|  | Malasia             | 0                   |   |                     | Malasia             | 1 (3) |  |

## Fase final

### Semifinales
| 27 de julio de 2024 | Australia | 0:1 | Tailandia            | Gelora Bung Tomo Stadium, Surabaya, Indonesia |                               |
| 15:00               |           |     | - Leonard 13' (a.g.) | Árbitro(s): Razlan Joffri Ali                 | Árbitro(s): Razlan Joffri Ali |

| 27 de julio de 2024 | Indonesia        | 1:0 | Malasia | Gelora Bung Tomo Stadium, Surabaya, Indonesia |                                    |
| 19:30               | - Alfharezzi 78' |     |         | Árbitro(s): Yahya Ahmed Al Balushi            | Árbitro(s): Yahya Ahmed Al Balushi |

### Tercer lugar
| 29 de julio de 2024 | Australia                                         | 1:1 (5:3 p.)               | Malasia                               | Gelora Bung Tomo Stadium, Surabaya, Indonesia |                         |
| 15:00               | - Younis 28'                                      |                            | - Najdovski 73' (a.g.)                | Árbitro(s): Ngô Duy Lân                       | Árbitro(s): Ngô Duy Lân |
|                     |                                                   | Tiros desde el punto penal |                                       |                                               |                         |
|                     | - Memeti - Randazzo - Quintal - Bugarija - Helweh |                            | - Abid - Pavithran - Zachary - Danish |                                               |                         |

### Final
| 29 de julio de 2024 | Tailandia | 0:1 | Indonesia   | Gelora Bung Tomo Stadium, Surabaya, Indonesia |                                      |
| 19:30               |           |     | - Raven 17' | Árbitro(s): Faisal Sulaiman Albalawi          | Árbitro(s): Faisal Sulaiman Albalawi |

## Campeón
| Campeonato sub-19 de la AFF 2024 |
| -------------------------------- |
| Bandera de Indonesia             |
| Indonesia 2º Título              |